# Ethmia rothschildi
Ethmia rothschildi is een vlinder uit de familie grasmineermotten (Elachistidae). De wetenschappelijke naam is voor het eerst geldig gepubliceerd in 1912 door Rebel.
De soort komt voor in Europa.